# Dream×Dream
〈Dream×Dream〉는 여성가수 아이우치 리나의 16번째 싱글.

## 개요
- 임시 타이틀은 〈love in the sky〉
- 《명탐정 코난: 은빛 날개의 마술사》의 주제가. 3번째 《명탐정 코난》 타이업이지만, 극장판에서의 타이업은 이것이 처음이다.

## 수록곡
1. Dream×Dream
  - 작사: 아이우치 리나, 작곡: 토쿠나가 아키히토, 편곡: corin.
2. Sweet Peach Tree
  - 작사: 아이우치 리나, 작곡: 테루카도, 편곡: 미와 미도리
3. Melody Flag
  - 작사: 아이우치 리나, 작곡 · 편곡: corin.
4. Dream×Dream (instrumental)

## 타이업
- 《명탐정 코난: 은빛 날개의 마술사》 주제가 (#1)

| 극장판 《명탐정 코난: 은빛 날개의 마술사》 주제가                |                               |                                          |
| 이전 곡: 쿠라키 마이 〈Time after time~꽃잎 흩날리는 거리에서~〉 | 아이우치 리나 〈Dream×Dream〉 | 다음 곡: ZARD 〈여름을 기다리는 돛처럼〉 |